# Аугусто Де Марсанич
Аугусто Де Марсанич (на италиански: Augusto De Marsanich) е италиански политик и втори лидер на Италианското социално движение.

## Ранни години
Де Марсанич е роден в Рим. Той се записва в италианската армия през 1916 г. и е на активна служба в Първата световна война. След като напуска армията, се включва в политиката и се присъединява към Националната фашистка партия през 1920 г. Той е журналист по професия и работи най-вече за в. „Стампа“.

## При фашистите
Въпреки че не е постигнал висок пост, Де Марсанич заема редица позиции във фашисткото движение. Той е директор на местната структура в Латиум и Сабине от 1927 до 1929 г., за кратко е член на Голям фашистки съвет през последната година. През 1929 г. заема място в Камарата на депутатите, където остава до 1943 г. Виждан като бюрократист, той по различни начини работи в Службата за връзки с обществеността, като ръководител на правната служба на партията, председател на Синдикалната конфедерация на търговците и заместник-председател на корпорацията за строителни сделки.
Подсекретар на съобщенията от 1935 до 1943 г. и представлява Италия в Лигата на нациите по време на кризата в Етиопия. Той също редовно допринася за редица фашистки вестници, особено за Critica Fascista на Джузепе Ботай, и е директор на фашисткия месечен Il Lavoro Fascista.
Той продължава да заема редица позиции в Италианската социална република като председател на Банката на Рим и Алфа Ромео.

## Следвоенна дейност
Де Марсанич се присъединява към МСИ след Втората световна война и е част от по-умерената тенденция в партията. Той става лидер през 1950 г. и под негово ръководство МСИ става по-пълно ангажирана с парламентарния път към правителството и дори търси съюзи с други партии, включително Християндемократическата партия, Италианската либерална партия и Монархистката национална партия. В опитите си да формира единен фронт на антикомунизма, той е разочарован от по-твърди лидери на фашизма като Джорджо Алмиранте. В качеството си на лидер на МСИ Де Марсанич участва и в четиричленното лидерство на Европейското социално движение (ESM), заедно с Пер Ендал, Морис Бардече и Карл-Хайнц Приестер. Неговият ангажимент към умереност в МСИ често е в противоречие с ентусиазираната му подкрепа за ESM, група, в която са няколко водещи неонацистки активисти.
Той е наследен от Артуро Микелини през 1954 г., въпреки че продължава да бъде водеща фигура на МСИ като национален секретар. Той отново е избран за италианска камара на депутатите през 1953 г., а за италианския сенат през 1968 г. Също така е неуспешен кандидат за президент на Италия през 1964 г. През 1971 г. ветеранът Де Марсанич е назначен за председател на МСИ, като преди това е почетен заместник-председател през 1955 г.